# رودی هارتونو
رودی هارتونو (اندونزیایی: Rudy Hartono؛ زادهٔ ۱۸ اوت ۱۹۴۹) بدمینتون‌باز اهل اندونزی است.
از افتخارات وی میتوان به کسب مدال طلا بدمینتون انفرادی در بازی‌های المپیک تابستانی ۱۹۷۲ اشاره کرد.